# Ludwików (gmina Rybno)
Ludwików – wieś w Polsce położona w województwie mazowieckim, w powiecie sochaczewskim, w gminie Rybno. 
Wsie Ludwików i Rybionek tworzą jedno sołectwo Ludwików-Rybionek.
| SIMC    | Nazwa  | Rodzaj    |
| ------- | ------ | --------- |
| 0736801 | Pieńki | część wsi |

W latach 1975–1998 miejscowość należała administracyjnie do województwa skierniewickiego.
Sołectwo Ludwików-Rybionek 31 grudnia 2013 roku liczyło 141 mieszkańców.